# Puleng Lala
Puleng Lala (* 11. Mai 1979) ist eine ehemalige lesothische Taekwondoin.

## Erfolge
Puleng Lala trat erstmals international bei den Jugendweltmeisterschaften in Barcelona auf, wo sie im Wettbewerb bis 62 kg die Bronzemedaille gewann. Weiter Medaillen errang sie bei den Afrikameisterschaften 1996 (Silber), 1998 (Gold) und 2003 (Silber).
Außerdem errang sie bei den Militärweltmeisterschaften 2000 (Seoul) und 2003 (Zagreb) Gold, beziehungsweise Silber.